# Holmes i Watson (2018.)
Holmes i Watson (eng. Holmes & Watson), američki detektivski humoristični film iz 2018.

## Radnja
Sherlock Holmes je nevjerojatno pametan londonski detektiv koji uz pomoć svog prijatelja dr. Watsona rješava londonske zagonetne slučajeve koje nitko drugi ne može riješiti. Njegov najveći prijatelj, moćni James Moriarty, upravo se nalazi pred sudom zbog optužbe za brojna ubojstva; međutim, zbog nedostatka svjedoka sudac ga je prisiljen osloboditi. Međutim, Holmes dolazi na suđenje i otkriva da je optuženik Jacob Musgrave, smrtni bolesnik, koji je samo glumio Moriartyja. Unatoč neutemeljenim napadima oholog inspektora Lestradea, Holmes je uvjeren da se Moriarty nalazi u SAD-u.
Nakon suđenja, Holmes je pozvan u Buckinghamsku palaču gdje su mu pripremili iznenađenje, ali neće biti iznenađen samo jednom: u torti se otkriva leš i poruka u kojoj piše da će kraljica Viktorija umrijeti za četiri dana, a potpisao ju je nitko drugi nego James Moriarty. Tijekom autopsije Holmes se zaljubi u Millie, a Watson u dr. Grace Hart. Holmes vjeruje da je čovjek otrovan, a nakon što vidi nestručnu tetovažu osumnjiči jednorukog kriminalca, Gustava Klingera. Prijatelji pronalaze Klingera i otkrivaju da surađuje s Moriartyjem, ali pogiba prije nego što dospije išta reći.
Holmes odlučuje potražiti pomoć od svog brata Mycrofta, koji mu govori da je ubojica netko iz njegove blizine. On pomisli da je Watson ubojica i da ga uhititi, ali uskoro požali tu odluku. Međutim, umjesto Watsona pronalazi praznu ćeliju i ostatke kolača! Holmes otkriva da je pravi ubojica zapravo gospođa Hudson, koja je zapravo Moriartyjeva kći i koja sa svojom bandom planira ubiti kraljicu dok boravi na RMS Titanicu. Nakon što se Holmes ispriča Watsonu, on utrčava u brod i izbacuje bombu kroz prozor. Bomba pada u brod gdje su gospođa Hudson i njezini pomagači te ih ubija.
Kraljica čestita Holmesu, ali on nesebično ističe Watsonovu veliku ulogu. Holmes i Watson opraštaju se s Grace and Millie. Holmes i Millie dijele prvi poljubac. Po povratku kući Holmes ispod svoje ploče stavlja pločicu s Watsonovim imenom kao sudetektivom. Film završava tako da Holmes i Watson u američkom kafiću susreću dr. Moriartyja.

## Uloge
| - Will Ferrell kao Sherlock Holmes - John C. Reilly kao dr. John H. Watson - Rebecca Hall kao dr. Grace Hall - Ralph Fieness kao James Moriarty - Rob Brydon kao inspektor Lestrade | - Kelly Macdonald kao Rose Hudson - Lauren Lapkus kao Millie - Pam Ferris kao kraljica Viktorija - Steve Coogan kao Gustav Klinger - Hugh Laurie kao Mycroft Holmes |